# Flatoptera depressa
Flatoptera depressa är en insektsart som beskrevs av Melichar 1901. Flatoptera depressa ingår i släktet Flatoptera och familjen Flatidae. Inga underarter finns listade i Catalogue of Life.